# Pláka Dílesi (Béotie)
Pláka Dílesi, en grec moderne : Πλάκα Δήλεσι, est un village côtier du dème de Tanagra, dans le district régional de Béotie, en Grèce-Centrale.
Selon le recensement de 2011, la population du village s'élève à 2 696 habitants.